# Euphaea impar
Euphaea impar är en trollsländeart som beskrevs av Selys 1859. Euphaea impar ingår i släktet Euphaea och familjen Euphaeidae. IUCN kategoriserar arten globalt som livskraftig. Inga underarter finns listade i Catalogue of Life.